# رواية أبي الحارث عن الكسائي
رواية أبي الحارث عن الكسائي إحدى روايات القرآن الكريم، رواها أبو الحارث الليث بن خالد المروزي البغدادي (ت: 240 هـ)، عن أبي الحسن علي بن حمزة بن عبد الله بن عثمان الكسائي (ت: 189 هـ)، وتشترك مع رواية الدوري عن الكسائي في أنهما مرويتان عن الكسائي.

## الكسائي
هو أبو الحسن علي بن حمزة بن عبد الله بن عثمان من ولد بهمن بن فيروز مولى بني أسد وهو من أهل الكوفة ثم استوطن بغداد، لقب بالكسائي لأنه أحرم في كساء، يعد أحد القراء السبعة وكان إمام الناس في القراءة في زمانه وأعلمهم بالقراءة وأضبطهم لها وانتهت إليه رئاسة الإقراء بالكوفة بعد الإمام حمزة، وللكسائي مؤلفات في القراءات والنحو ذكر العلماء أسماءها منها كتاب معاني القرآن وكتاب القراءات وكتاب النوادر وكتاب النحو وكتاب الهجاء وكتاب مقطوع القرآن وموصوله وكتاب المصادر وكتاب الحروف وكتاب الهاءات وكتاب أشعار.
قال أبو عبيد في كتاب القراءات: كان الكسائي يتخير القراءات فأخذ من قراءة حمزة ببعض وترك بعضا، وليس هناك أضبط للقراءة ولا أقوم بها من الكسائي، وقال ابن مجاهد: اختار الكسائي من قراءة حمزة ومن قراءة غيره قراءة متوسطة غير خارجة عن آثار من تقدم من الأئمة، وكان إمام الناس في القراءة في عصره، وروى عنه القراءة عرضا وسماعا أناس لا يحصى عددهم منهم أحمد بن جبير وأحمد بن منصور البغدادي وحفص بن عمرو الدوري وأبو الحارث الليث بن خالد وعبد الله بن ذكوان والقاسم بن سلام وقتيبة بن مهران والمغيرة بن شعيب ويحيى بن آدم وخلف بن هشام وأبو حيوه شريح بن زيد ويحيى بن يزيد الفراء وروى عنه الحروف يعقوب بن إسحاق الحضرمي، توفي سنة 189 هـ.

## أبي الحارث
هو أبو الحارث الليث بن خالد المروزي البغدادي، يعد الليث ثقة حاذق ضابط للقراءة ومحقق لها، قال أبو عمرو الداني كان الليث من جلة أصحاب الكسائي روى الحروف عن حمزة بن القاسم الأحول وعن اليزيدي، وروى عنه القراءة عرضا وسماعا سلمة بن عاصم صاحب الفراء ومحمد بن يحيى الكسائي الصغير والفضل بن شاذان وغيرهم، توفي سنة 240 هـ.

## منهج الكسائي في القراءة
للكسائي منهج في القراءة اختلف فيها عن بقيت القراءات العشر، ولقراءات أبي الحارث والدوري عن الكسائي بعض الاختلافات منها:
- يبسمل بين كل سورتين إلا بين الأنفال والتوبة فيقف أو يسكت أو يصل.
- يوسط المدين المتصل والمنفصل بمقدار أربع حركات.
- يميل ما يميله حمزة من الألفات ويزيد عليه إمالة بعض الألفاظ.
- يميل ما قبل هاء التأنيث عند الوقف نحو (رحمة - الملائكة) بشروط مخصوصة.
- يقف على التاءات المفتوحة نحو (شجرت – بقيت - جنت) بالهاء.
- يسكن ياء الإضافة في (قل لعبادي الذين آمنوا) سورة إبراهيم، (يا عبادي الذين) سورة العنكبوت والزمر.
- يثبت الياء الزائدة في (يوم يأت) في سورة هود (ما كنا نبغ) سورة الكهف في حال الوصل.
- يدغم ذال (إذ) فيما عدا الجيم، ويدغم دال قد وتاء التأنيث، ولام (هل - وبل) في حروف كل منها، ويدغم الباء المجزومة في الفاء نحو (قال اذهب فمن تبعك منهم)، ويدغم الفاء المجزومة في الباء في (إِن نشأ نخسف بهم) في سورة سبأ، ويدغم من رواية الليث اللام المجزومة في الذال في (يفعل ذلك) حيث وقع هذا اللفظ، ويدغم الذال في التاء في (عذت – فنبذتها – اتخذتم - أخذتم)، ويدغم الثاء في التاء في (أورثتموها – لبثت - لبثتم).

## أنظر أيضًا
- رواية حفص عن عاصم.
- رواية شعبة عن عاصم.
- رواية قالون عن نافع.
- رواية ورش عن نافع.
- رواية قنبل عن ابن كثير.
- رواية البزي عن ابن كثير.
- رواية الدوري عن أبي عمرو.
- رواية السوسي عن أبي عمرو.
- رواية هشام عن أبن عامر.
- رواية ابن ذكوان عن أبن عامر.
- رواية خلف عن حمزة.
- رواية خلاد عن حمزة.
- رواية الدوري عن الكسائي.
- رواية ابن وردان عن ابي جعفر.
- رواية ابن جماز عن ابي جعفر.
- رواية رويس عن يعقوب.
- رواية روح عن يعقوب.
- رواية اسحاق عن خلف.
- رواية ادريس عن خلف.

القراء السبعة هم:
- عبد الله بن كثير الداري المكي
- عبد الله بن عامر اليحصبي الشامي
- عاصم بن أبي النَّجود الأسدي الكوفي
- أبو عمرو بن العلاء البصري
- حمزة بن حبيب الزيات الكوفي
- نافع بن عبد الرحمن بن أبي نعيم المدني
- أبو الحسن علي بن حمزة الكسائي النحوي الكوفي